# Ольгинское (Северная Осетия)
О́льгинское (осет. Ольгинскæ) — село в Правобережном районе Республики Северная Осетия — Алания.
Административный центр муниципального образования «Ольгинское сельское поселение».

## География
Селение расположено на левом берегу реки Камбилеевка, в 11 км к юго-востоку от районного центра — Беслан и в 9 км к северу от Владикавказа.

## История
В 1820-е годы в связи со строительством Военно-Грузинской дороги на берегах Терека было образовано несколько новых населённых пунктов, в том числе и хутор именовавшийся Иры Уатар. Первыми его поселенцами были жители 15 дворов Осетинского форштадта Владикавказа. В 1859—1860 гг. в хутор переселилось ещё 68 семейств. В 1864 году хутор был преобразован в селение.
В 1868 году Владикавказский округ посетил великий князь Михаил Николаевич с супругой Ольгой Фёдоровной. Были они гостями и селения Иры Уатар. Тогда, в ознаменование этого события селение было переименовано в Ольгинское (в честь супруги великого князя).
В 1880 году в селе была открыта женская школа общества воспитания православных христиан на Кавказе. В 1900 году эта школа стала двухклассной церковно-приходской.

## Население
| 2002  | 2010  | 2011  | 2012  | 2013  | 2014  | 2015  |
| ----- | ----- | ----- | ----- | ----- | ----- | ----- |
| 3126  | ↘3060 | ↘3054 | ↘3036 | ↘3022 | ↘3019 | ↘3012 |
| 2016  | 2017  | 2018  | 2019  | 2020  | 2021  | 2023  |
| ↗3019 | ↘3017 | ↗3036 | ↘3008 | ↗3016 | ↗3121 | ↘3065 |
| 2024  | 2025  |       |       |       |       |       |
| ↘3056 | ↗3063 |       |       |       |       |       |

Национальный состав
По данным Всероссийской переписи населения 2010 года:
| № | Национальность | Численность, чел. | Доля   |
| - | -------------- | ----------------- | ------ |
| 1 | осетины        | 2 943             | 96,1 % |
| 2 | русские        | 63                | 2,1 %  |
| 3 | другие         | 54                | 1,8 %  |

На 2003 год в селе было 848 дворов.

## Инфраструктура
- средняя школа
- амбулатория
- дом культуры
- Парк культуры и отдыха «Победа»

## Религия
- В 2013 году основан приход православной церкви и началось строительство церкви.

## Известные жители и уроженцы
- Алборов, Борис Андреевич — учёный-лингвист, организатор науки.
- Баев Гаппо — первый осетинский градоначальник Владикавказа;
- Газданов Булат Гаппоевич — композитор; заслуженный артист России, народный артист Северной и Южной Осетии.
- Газданова Аврора — первая осетинская балерина.
- Дзахсоров Таузбек Гибоевич — советский борец вольного стиля, чемпион СССР, трёхкратный чемпион РСФСР. Мастер спорта СССР.
- Дзгоев Асланбек Захарович — основатель осетинской школы вольной борьбы, Заслуженный тренер СССР, член союза журналистов СССР.
- Коченов, Александр Васильевич — генерал-майор, награждён орденами Святого Станислава третьей степени, Святой Анны 3 степени, Святого Станислава 2 степени, Святого Владимира с бантом, Святой Анны 3 степени, Святого Равноапостольного князя Владимира 3 степени[18].
- Кочисова Роза Пшиевна — драматург;
- Кочисов, Мухарбек Георгиевич — поэт
- Мамсуров Саханджери Гидзоевич — активный участник декабрьского вооружённого восстания 1905 года в Москве, член большевистской партии с 1906 года. С 1921 года работал председателем СНК Горской автономной республики.
- Мамсуров Тасолтан Сосланбекович — артист театра, певец, теле- и радиоведущий, первый диктор северо-осетинской студии телевидения, народный артист Северной Осетии.
- Мамсуров Хаджи-Умар Джиорович — генерал-полковник советской контрразведки, воевал в Испании, Финляндии, во Второй мировой войне, Герой Советского Союза, основатель спецназа ГРУ.
- Цоколаев Геннадий Дмитриевич — Герой Советского Союза, подполковник.
- Калманов, Батр Николаевич живописец Заслуженный художник Северо-Осетинской АССР (1960). Лауреат Государственной премии Северо-Осетинской АССР им. К. Л. Хетагурова (1970)[1]. Член Союза художников СССР с 1956 года.
- Хадиков Виссарион — герой Первой Мировой войны, воевавший в составе Кавказской туземной конной дивизии, кавалер четырёх Орденов Святого Георгия[19].

## Памятники
- Мемориал Вечный Огонь[20]
- Памятник (бюст) герою Первой Мировой войны Хадикову Виссариону[19]